# Олга Поповић Обрадовић
Олга Поповић-Обрадовић (Марибор, 14. април 1954 — Београд, 28. јануар 2007) била је правна историчарка и доцент на Катедри за правну историју Правног факултета Универзитета у Београду.

## Биографија
Рођена је 1954. године у Марибору (Словенија). Гимназију је завршила у Београду 1972. године. Исте године уписала се на Правни факултет у Београду, на коме је дипломирала 1977, са просечном оценом 9,86. По завршетку студија, уписала се на Правно-историјски смер последипломских студија на Правном факултету у Београду. Магистарски рад под насловом Државно уређење у нацрту устава Стојана Протића (1920. год.) одбранила је с одликом 1985, а докторску дисертацију под насловом Парламентаризам у Краљевини Србији 1903-1914, такође с одликом, 1996. године. Године 1997. изабрана је у звање доцента на предмету Национална историја државе и права. У два наврата, од новембра 1981. до марта 1982. и од децембра 1988. до марта 1989. била је на стручном усавршавању на École des hautes études en sciences sociales у Паризу. 
Тежиште њених истраживања била је историја уставности и демократске политичке културе у Србији друге половине XIX и почетка XX века, до Првог светског рата. Њени најзначајнији радови третирају проблем функционисања демократских институција за време „златног доба“ српске демократије 1903-1914, као проблем функционисања модерних демократских институција у предмодерним друштву.

## Дела
- Стојан Протић и уставно решење националног питања у Краљевини СХС, Савремена администрација, Београд 1988, 155 стр.
- Парламентаризам у Србији 1903-1914, Службени лист СРЈ, Београд 1998, 472 стр.
- Idea and Practice of Constitutionality in Serbia in 1869-1914 Period: Between the Liberal and "Popular" State, "Helsinki Files", No.3, "Russia, Serbia, Montenegro" (authors: Jelica Kurjak, Olga Popović-Obradović, Mijat Šuković), Beograd 2000, pp. 25-69.
- Парламентаризам у Црној Гори (аутори: Олга Поповић-Обрадовић, Мијат Шуковић и Веселин Павићевић), ЦИД, Подгорица 2004, 243 стр.
- Каква или колика држава, Огледи о политичкој и друштвеној историји Србије XIX-XXI века, приредила и предговор написала Латинка Перовић, Хелсиншки одбор за људска права у Србији, Београд 2009, 643 стр.
- The Parliamentary System in Serbia 1903–1914, translated by Branka Magaš, Helsinki Committee for Human Rights in Serbia, Belgrade 2013, 629 p.